# Revuelta del 20 de julio de 1810

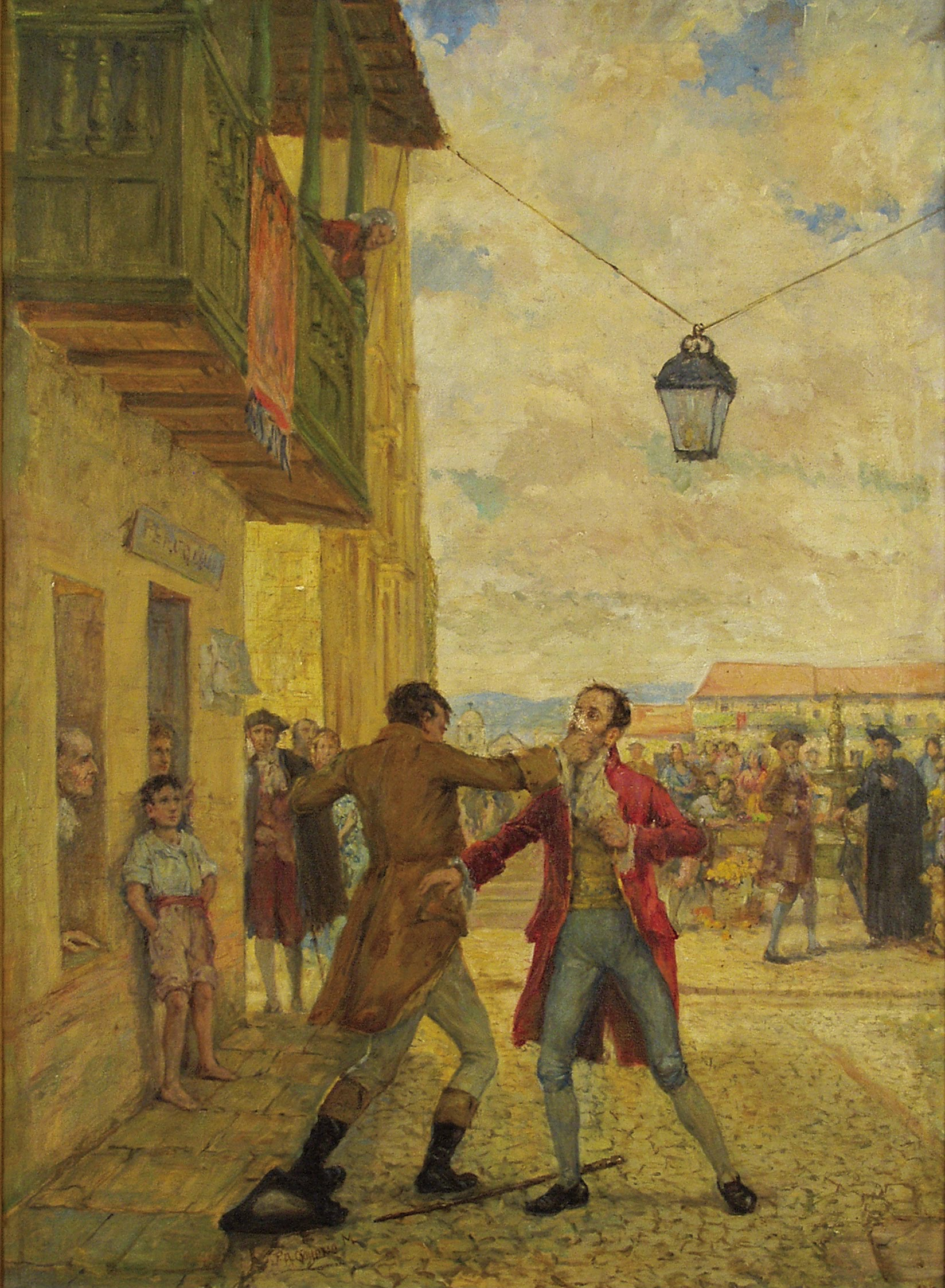
Pelea de Antonio Morales con Gonzalo Llorente en frente de la Casa del Florero en la esquina noreste de la Plaza Mayor de Bogotá.

La Revuelta del 20 de julio de 1810 se refiere a la revolución iniciada por los criollos neogranadinos contra los españoles para dar paso a la Independencia de la Nueva Granada, hoy República de Colombia. La revuelta empezó como un plan de las élites santafereñas iniciando un altercado ocurrido en la plaza principal de la capital del Virreinato de Nueva Granada. El suceso, también conocido como el "El Florero de Llorente" o la "Reyerta del 20 de julio", detonó la primera junta de gobierno en Santafé y dio como resultado la firma del Acta del Cabildo Extraodinario de Santa Fe de 1810.

## Incidente del Florero de Llorente
La disputa se produjo cuando José González Llorente (un comerciante español) se negó a prestar un florero a Luis de Rubio y a su hermano. Este los criticaba verbalmente, lo cual inició una revuelta en la que las personas empezaron a decir «abajo los chapetones» refiriéndose a los españoles.
En la tarde del 20 de julio de 1810, Joaquín Camacho se dirigió a la residencia del virrey Antonio José Amar y Borbón para solicitar respuesta acerca de una solicitud de instauración de una junta en Santa Fe, mas la negativa del propio virrey hizo que se organizara una revuelta, la cual tuvo como excusa el préstamo de un florero. La tradición patriótica colombiana tomó el hecho punto de partida de la Independencia de Colombia.

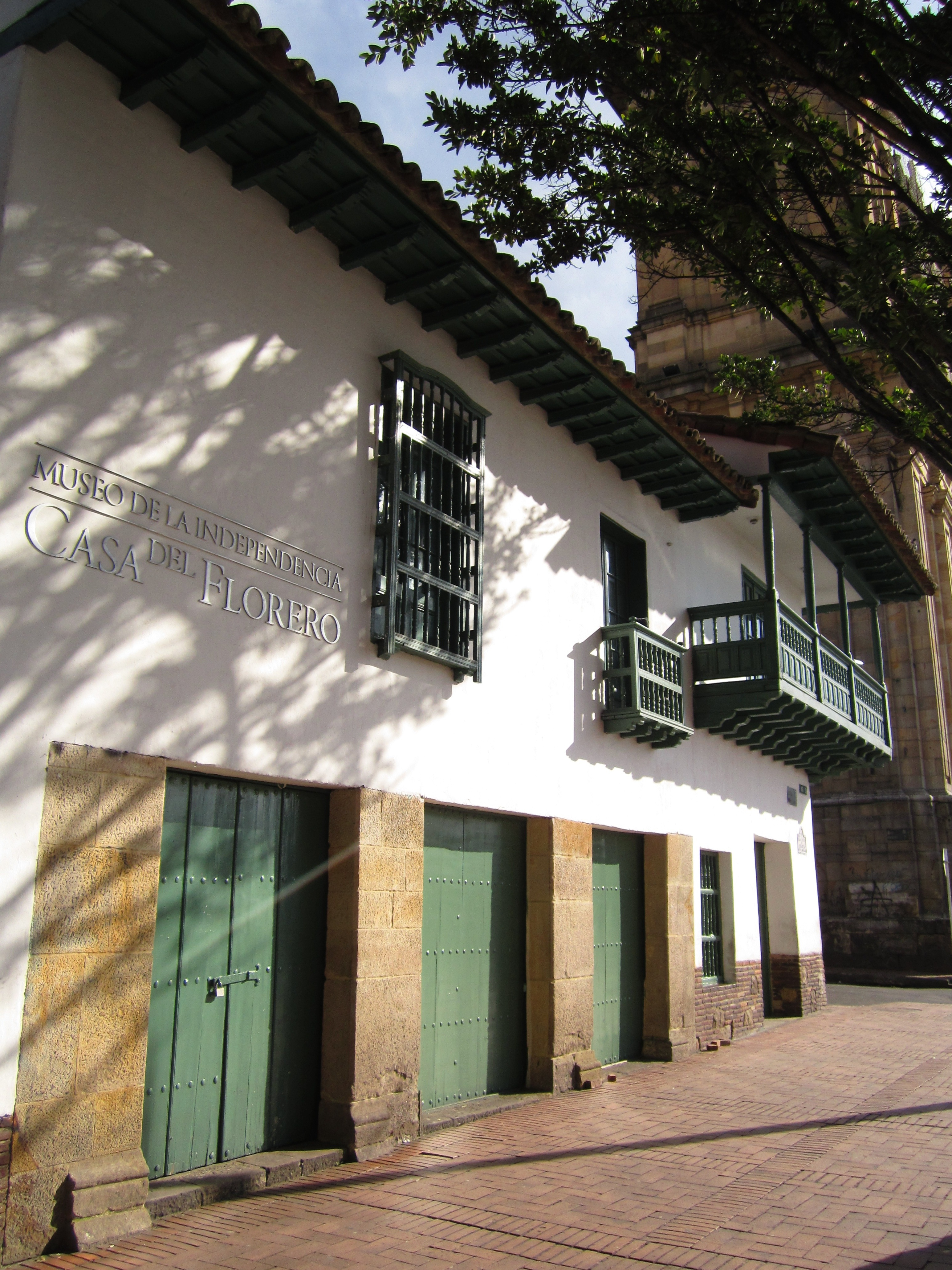
La casa del Florero, en donde ocurrieron los hechos del 20 de julio de 1810, actualmente es sede del Museo de la Independencia en Bogotá.

Luis de Rubio  se dirigió de visita al negocio de José González Llorente para pedir prestado un florero con el fin de usarlo en la cena de visita para el comisario real Antonio Villavicencio (nacido en Quito). Los criollos sabían que Llorente daría la negativa de prestar el florero, porque él no prestaría ningún objeto a los criollos para atender a otro criollo.
Por eso, una vez se dio la negativa del préstamo del florero de Llorente, los criollos, tal como lo tenían planificado desde el día anterior, utilizaron la ocasión para caldear los ánimos del pueblo en contra de los españoles, de esta manera el florero fue la excusa para generar la revuelta.
Al instante, Francisco Morales y Antonio Morales interfirieron a Caldas por la forma que trataba Llorente a los criollos con improperios, lo que provocó la respuesta turbulenta del pueblo, atacando a Llorente. El alcalde de Santa Fe, José Miguel Pey, intentó calmar al pueblo sacando a Llorente, mientras José María Carbonell alentaba a los habitantes para que se unieran a la protesta.
Al final de la tarde las cosas se tranquilizaron, y se procedió a designar a los miembros de la Junta, a instancias de José Acevedo y Gómez (por lo que la historia lo llamaría después como El tribuno del Pueblo), pero la designación del virrey como presidente de la Junta provocó la animadversión del pueblo. 
Por último, se intentó aplastar la manifestación popular a través del comandante español Juan Sámano, por lo que el propio Acevedo y Goméz advirtió al pueblo de declarar reo de lesa majestad a cualquiera que se opusiera a la Junta recién constituida. Posteriormente se realizó la convocatoria de un cabildo abierto, para luego arrestar a los oidores y al virrey, que se haría efectiva para el día 21 y para el 26 de julio se procedió a declarar libre a la Junta del Consejo de Regencia.

## El germen causante de las juntas y contexto de los acontecimientos  •
Cabe entonces, para mayor comprensión del contexto de los acontecimientos, hacer mención de una de las causa de más peso para la conformación de esas juntas con la siguiente cita:
"Tras la abdicación de Fernando VII, que fue puesto preso por Napoleón, en todas las colonias españolas se organizaron juntas de gobierno local para resistir al invasor y, al mismo tiempo, gobernar en ausencia del rey depuesto.  Estas juntas pronto organizaron un gobierno "alterno" al gobierno de ocupación impuesto por Napoleón. Esa fue la principal razón para que los criollos se completaran contra las autoridades virreinales, que no querían establecer una junta en la Nueva Granada, y es la razón por la que indujeron un incidente con el comerciante español José González Llorente: el conocido del Florero del 20 de julio.
La decisión, sin embargo, causó profundo malestar en los virreinatos americanos, porque mientras los españoles quedaron con 36 representantes, los americanos solo quedaron con nueve. A partir de ahí los criollos empezaron a exigir mayor autonomía e, incluso, independencia de la metrópoli, porque se sintieron discriminados y faltos de representación."
Pese a la fidelidad al rey, demostrada en sus nobles intenciones y demandando de este que reinase en la Nueva Granada o por medio de un representante elegido por voto libre, las cosas comenzaron de otra forma: la independencia de Cartagena de Indias (11 de noviembre de 1811) puso de manifiesto la falta de una forma de gobierno claro en el territorio granadino, generándose en la guerra entre centralistas y federalistas. Este período es conocido con el nombre de Patria Boba, o como los historiadores más recientes la han renombrado, como la Primera República.

## La historia de los aconteceres
En Santafé, el virrey Amar y Borbón hizo oídos sordos a lo que ocurría en España, y al enterarse de que un grupo de notables criollos esperaban con ansia la llegada del comisionado regio, Antonio Villavicencio –encomendado por la junta española para instaurar en la Nueva Granada su propia junta local– planeó entonces enviarlos a prisión. El asunto es que los criollos se enteraron del plan y, sin pensarlo dos veces, comenzaron a realizar reuniones en sus propias casas y luego en el Observatorio Astronómico, cuyo director era Francisco José de Caldas, porque era un sitio discreto y “libre de sospechas”.

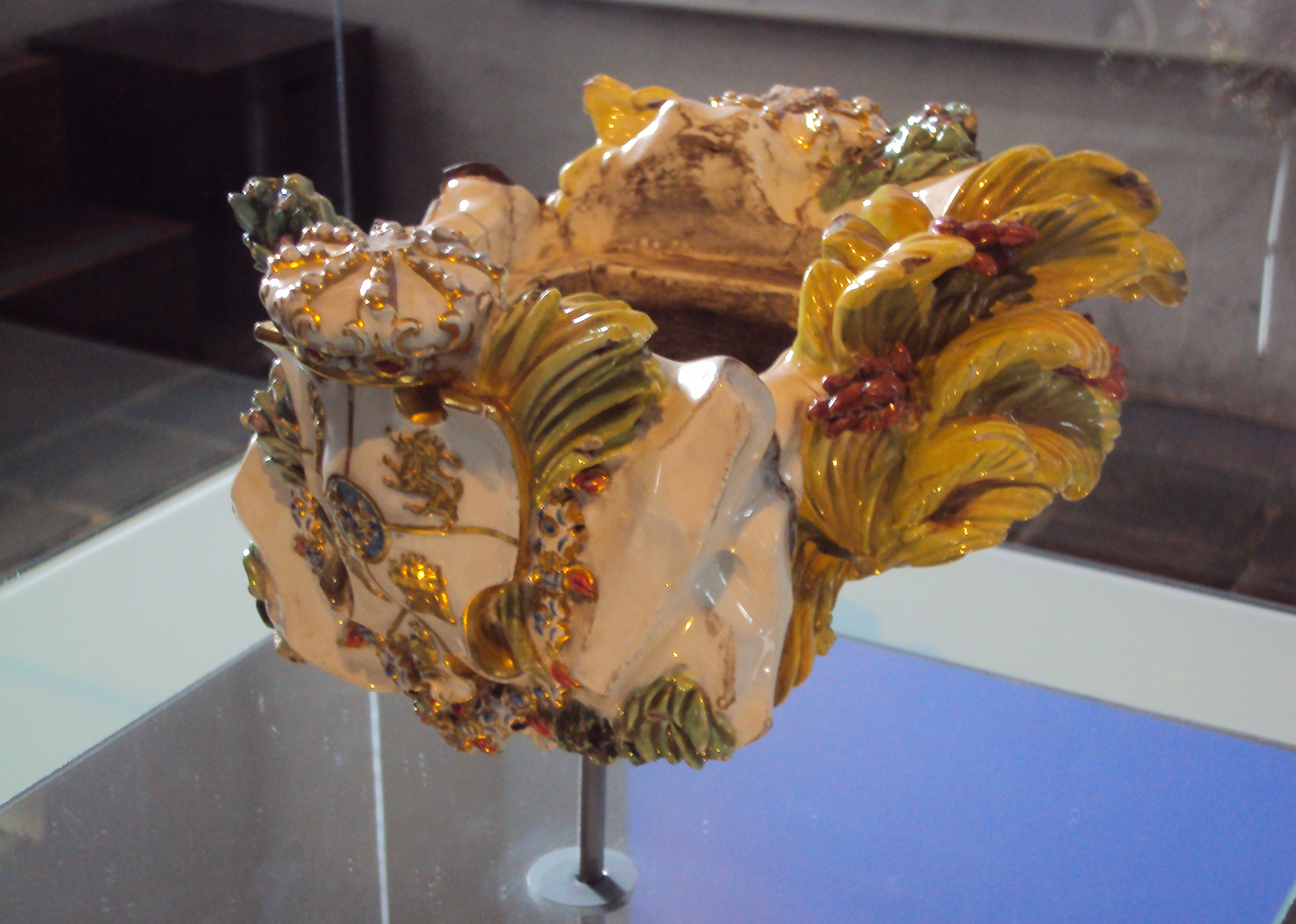
Museo 20 de Julio. Base de Florero de José González Llorente.. Cerámica porcelanizada.

En esas reuniones se ideó la táctica política para provocar una limitada y transitoria perturbación del orden público, tomarse el poder y dar salida al descontento potencial que existía en Santafé contra la audiencia española. Lo importante era conseguir que el Virrey, presionado por la perturbación del orden, constituyera ese mismo día la Junta Suprema de Gobierno, integrada por los regidores del Cabildo de Santafé.
Antonio Morales propuso que el incidente podía provocarse con el comerciante peninsular José González Llorente y se ofreció a intervenir en el altercado. Los notables criollos aceptaron la propuesta y decidieron ejecutar el proyecto el viernes 20 de julio, cuando la Plaza Mayor estaría colmada de gente de todas las clases sociales, por ser el día habitual de mercado. Se convino que Pantaleón Santamaría y los hermanos Morales fueran el día indicado a la tienda de Llorente a pedirle prestado un florero o cualquier clase de adorno que les sirviera para decorar la mesa de un anunciado banquete en honor a Villavicencio.
Poco antes de las doce del día, como estaba previsto, se presentaron los criollos ante Llorente y, después de hablarle del anunciado banquete a Villavicencio, le pidieron prestada la pieza para adornar la mesa. Solicitud a la que Llorente se negó, alegando que la pieza ya estaba maltratada por otros préstamos anteriores; sin embargo, Morales no aceptó la negativa y empezó una discusión que terminaría con Llorente lanzando improperios contra sus interlocutores, al momento de hacerse insultos contra la condición de americanos de estos, Santamaría salió al balcón a gritar que Llorente estaba ofendiendo a todos los nacidos en tierras americanas, lo que motivó a varios de los asistentes al mercado a incursionar violentamente en la casa, dando inicio a la revolución que planearon los notables el día anterior.
Las familias criollas claves que iniciaron, desde mucho antes la revolución del 20 de julio de 1810 fueron los Caicedo, Vergara, Vélez Ladrón de Guevara, Santamaría, Camacho, Prieto Salazar, Ortega, Lozano de Peralta, Álvarez del Casal, González Manrique Flórez, Rivas, Morales, Galavís, Groot, Nariño, Rodríguez Lago y García de Tejada, entre otros.